# Міріам Міранда
Міріам Міранда — гондураська активістка, яка виступає за права людини та навколишнього середовища народу гарифуна. Будучи лідеркою Чорної братської організації Гондурасу (OFRANEH), Міранда координувала зусилля з боротьби з крадіжками землі великими туристичними підприємствами, повернула територію предків, що раніше належали громадам гаріфунам, зупинила наркоторгівців, пропагувала екологічні практики та підтримувала розвиток лідерства у громаді. для місцевої молоді та жінок. Вона була незаконно заарештована та побита місцевою владою та викрадена наркоторговцями.
Міранда отримала премію Оскара Ромеро з прав людини та Міжнародну премію продовольчого суверенітету Альянсу США за продовольчий суверенітет. У 2016 році отримала екологічну премію імені Карлоса Ескалераса за 30 років активної діяльності.

## Раннє життя

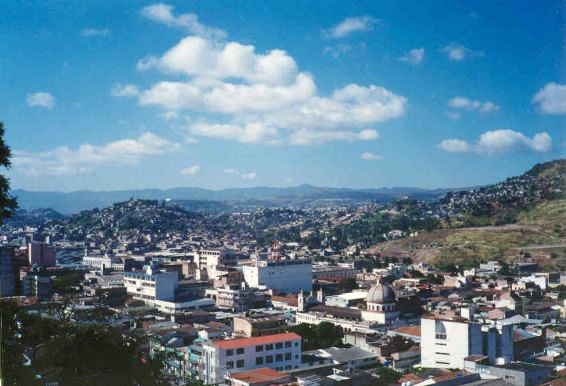
Вид на Тегусігальпу, столицю Гондурасу

Міріам Міранда народилася в Санта-Фе, Колон, прибережній громаді гарифуна в Гондурасі. Коли Міранда була дитиною, в пошуках кращої роботи та навчання вона та її сім'я покинули село, подорожуючи на різні бананові плантації.
Пізніше вона навчалася в університеті в Тегусігальпі. Під час свого студентства Міранда все більше дізналася про громадські рухи, зокрема про рухи, які підтримували права жінок з низьким рівнем доходу та жінок-корінних народів Гондурасу. Згодом вона вирішила зосередитися на захисті прав народу гаріфуна: нащадків змішаної раси західноафриканських рабів, які втекли до Карибського басейну в 1600-х роках, перш ніж оселитися в країнах Центральної та Південної Америки, таких як Гондурас.

## Активізм

### OFRANEH
Міранда є лідером Чорної братської організації Гондурасу (OFRANEH), яка була створена в 1979 році. Організація активно підтримує законні права громад корінного населення та гаріфуна, а також надає ресурси для підтримки розвитку лідерства у громаді, екологічної освіти, освіти щодо здоров'я та інших послуг.
Члени OFRANEH окупували ділянки землі в Гондурасі, які колись належали громадам гаріфуна, повернувши землю як територію предків і скориставшись міжнародними законами про права людини, щоб уникнути виселення. Вони також подали судові справи до Міжамериканського суду з прав людини щодо конфіскації колишніх земель громади гаріфуна. У 2015 році, після того як канадський бізнесмен Ренді Йоргенсен незаконно побудував мегатуристичне підприємство на землі гаріфуна, OFRANEH успішно притягнув Йоргенсена до суду. Міранда працювала над тим, щоб зупинити інші заходи, які заважають місцевим громадам, такі як гідроелектростанції та промислові проекти з виробництва пальмової олії.

#### Радіостанції
У Гондурасі більшість комерційних радіо- і телевізійних станцій або контролюються, або піддаються цензурі національним урядом. Після того, як активісти зрозуміли, що їхні спроби захистити територію предків гаріфуна перешкоджають або заважають місцеві масові ЗМІ, OFRANEH заснував нову громадську радіостанцію Гаріфуна. Згодом OFRANEH співпрацював з кількома іншими громадськими радіостанціями, щоб створити Мезоамериканську мережу громадського радіо. Зараз OFRANEH керує шістьма радіостанціями по всьому Гондурасу.
Одна з радіостанцій, фінансованих і організованих OFRANEH, під назвою Faluma Bimetu (Garífuna для «солодкого кокоса»), розташована в північному гондурасському селі Тріунфо-де-ла-Крус. Станція була заснована в 1997 році і транслює 24-годинний цикл традиційної музики та шоу на такі теми, як екологічні проблеми, домашнє насильство, зловживання психоактивними речовинами, здоров'я, духовність та розвиток лідерства серед молоді та жінок. Фалума Бімету стала мішенню за свою роботу — у 2010 році на радіостанції стався підпал, у результаті якого було пошкоджено будівлю та її трансляційне обладнання. Хоча поліція не заарештувала злочинців, деякі активісти стверджували, що підпал був справою туристичної корпорації Indura Beach and Golf Resort, яку звинувачують у виселенні сімей гаріфуна та незаконному зміні меж землі для будівництва нових готелів.
Інші радіостанції OFRANEH зосередилися на висвітленні соціальної несправедливості та роботи місцевих активістів. У 2016 році Радіо Лумамалі Гіріга транслювало інтерв'ю з гондурасською активісткою Медлін Девід Фернандес, яку заарештувала поліція Гондурасу і нібито катувала. Згодом цю історію підхопили інші радіостанції та організації.

#### Погрози, незаконні арешти та викрадення людей
Британська неурядова організація Global Witness назвала Гондурас «найсмертоносним місцем на землі» для активістів, які працюють проти великого бізнесу. У період з 2010 по 2017 рік було вбито близько 120 гондурасських активістів. Міранді погрожували та викрадали в помсту за її роботу, а в місцевих ЗМІ її публічно зображували як злочиницю.
28 березня 2012 року, коли по всьому Гондурасу відбувалися ненасильницькі громадські протести, Міранду побили поліція та військові, а потім заарештували та затримали на дванадцять годин. Після звільнення її звинуватили в заколоті.
У 2014 році активісти OFRANEH виявили, що наркоторговці мають чітко вирубані ділянки лісу, щоб побудувати незаконну аеродромну смугу на півночі Гондурасу. Після повідомлення влади, аеродром був знищений армією Гондурасу. Через кілька місяців, коли Міранда з кількома колегами знову відвідали цей район і виявили, що торговці повернулися, їх викрали й утримували кілька годин озброєні люди, найняті торговцями.
У січні 2017 року, перебуваючи в портовому місті Ла-Сейба, Міранда та троє інших лідерів громади гаріфуна були заарештовані та незаконно затримані поліцією.  Арешт відбувся, незважаючи на те, що влада Гондурасу отримала розпорядження Міжамериканського суду з прав людини забезпечити поліцейський захист Міранди. 

## Роль жінки як активістки
Традиційно землі предків гаріфуна в Гондурасі успадковуються жінками і передаються їхнім дітям. Жінки часто глибоко займаються охороною землі та збереженням культурних традицій.
В інтерв'ю Міранда наголошувала на своїй вірі у важливість визнання жінок захисницями громад і культурної спадщини:
|  | Скрізь по всьому Гондурасу, як і в усій Латинській Америці, Африці, Азії, жінки стоять на передньому краї боротьби за наші права, проти расової дискримінації, за захист наших спільних благ і нашого виживання. Ми на фронті не лише своїми тілами, а й своєю силою, нашими ідеями, нашими пропозиціями. Ми народжуємо не тільки дітей, а й ідеї та дії. |

У березні 2022 року вона була серед 151 міжнародних феміністок, яка підписала «Феміністський спротив війни: маніфест» на знак солідарності з феміністичним антивоєнним опором, ініційованим російськими феміністками після російського вторгнення в Україну.

## Нагороди та визнання
У 2015 році OFRANEH отримав Міжнародну премію продовольчого суверенітету від Альянсу США за продовольчий суверенітет. Разом з гондурасською екологічною активісткою Бертою Касерес Міранду також назвали співавторкою премії Оскара Ромеро з прав людини. У жовтні 2016 року Міранда була нагороджена екологічною премією імені Карлоса Ескалераса.